# Réquiem para Laura Martin
Réquiem para Laura Martin é um filme de drama brasileiro de 2013, dirigido por Paulo Duarte e Luiz Rangel e com roteiro de Paulo Duarte, que também é produtor com José Fernando Muniz. O filme conta a história de um maestro que mantém uma relação obsessiva com sua amante, Laura Martín. É protagonizado por Anselmo Vasconcelos, Cláudia Alencar e Ana Paula Serpa e conta com Luciano Szafir, José Fernando Muniz e Carlo Mossy nos papéis coadjuvantes.

## Sinopse
Um famoso e reconhecido maestro nutre uma obsessão por sua musa e amante, Laura Martin. Ela é uma bela musicista que faz a transcrição de todas as composições do maestro. Aos poucos, surge uma relação de possessão entre os dois que acaba prejudicando o casamento do maestro com Raquel, uma mulher que se esforça para compreender os desejos de seu marido. Com o passar do tempo surge o questionamento, seria Laura Martin real ou apenas fruto da imaginação do maestro?

## Elenco
- Anselmo Vasconcelos como o Maestro
- Cláudia Alencar como Raquel
- Ana Paula Serpa como Laura Martin
- Luciano Szafir como Giuliano
- Carlo Mossy como Dr. Guilherme
- José Fernando Muniz como Jonas

## Produção
Trata-se de um filme com orçamento baixo, Réquiem para Laura Martin não foi aprovado em projetos de incentivo a produções audiovisuais brasileiras. O filme foi gravado em São Paulo.

## Lançamento
O filme foi lançado no Festival Nacional de Cinema de Petrópolis de 2011. Foi selecionado para a mostra oficial do Festival Internacional de Madrid de 2013. Réquiem para Laura Martin foi lançado em 7 de junho de 2013 pela FM Produções. O filme não teve grande repercussão e distribuição pelas salas de cinema ocupando apenas duas em sua exibição comercial. Segundo dados da Ancine, o filme teve um público de apenas 120 espectadores e sua receita foi de R$ 1.276,99.

## Recepção

### Resposta crítica
O filme foi um fracasso de público e crítica que consideraram o roteiro absurdo e as atuações fracas. Entre os usuários do site IMDb, o filme detém uma média de 5,9 / 10 com base em 19 avaliações. Mateus Almei, do site Cinema com Rapadura, o filme apresenta uma temática bizarra e uma execução totalmente falha, atribuindo à produção uma nota 2 de 10 e escrevendo: "Recheado de problemas, Réquiem para Laura Martin tropeça em pontos fundamentais que tornam todo o curso do longa confuso. Distante do espectador, após um final pouco impactante, o protagonista termina o filme tocando notas dissonantes."
Em sua crítica ao site Preview, Suzana Uchôa Itiberê escreveu: "O roteiro é estapafúrdio, os diálogos são repletos de frase de efeito, e as cenas de sexo são exageradas e constrangedoras. O problema maior, porém, é a superficialidade das interpretações." Já Alexandre Agabiti Fernandez, da Folha de S.Paulo, disse: "O roteiro e a direção levam a empreitada à catástrofe. O mais sério dos múltiplos problemas do filme é a abissal defasagem entre pretensão e performance, que torna o resultado constrangedor."

### Prêmios e indicações
| Ano  | Associações                               | Categoria            | Recipiente(s)                       | Resultado |
| ---- | ----------------------------------------- | -------------------- | ----------------------------------- | --------- |
| 2011 | Festival Nacional de Cinema de Petrópolis | Melhor Direção       | Paulo Duarte e Luiz Rangel          | Venceu    |
| 2011 | Festival Nacional de Cinema de Petrópolis | Melhor Atriz         | Cláudia Alencar                     | Venceu    |
| 2012 | Festival de Cinema de Maringá             | Melhor Trilha Sonora | Claudio Girardi e Marconi de Morais | Venceu    |

[carece de fontes?]